# Paul Roman
Paul Roman est un libraire et conservateur, membre et majoral du Felibrige, né le 2 octobre 1866 à Rognes et mort le 26 mars 1933 à Aix-en-Provence.

## Biographie
Paul, Jean, Baptiste Roman est le fils d'Alfred, Alphonse Roman, agriculteur puis concierge à la caisse d'épargne né le 29 mai 1838 à Vauvenargues, et de Baptistine, Augustine Gay, domestique née le 27 décembre 1847 à Lambesc. Il épouse Berthe, Marie, Germaine Berthelon le 1er octobre 1898 ; le mariage sera dissous le 5 août 1908 par jugement à Marseille. Paul Roman est libraire puis employé municipal à Aix, il devient, en 1896, secrétaire général de la mairie puis bibliothécaire, de 1899 à 1920, à la bibliothèque Méjanes.
Paul Roman est le président de l’Escolo de Lar, l'auteur de l'anthologie provençale Lou Gai Sabé et un contributeur de la revue l’Armana Marsihès.
En 1905, il co-fonde avec Jean Monné une association régionaliste provençale (la Freirié Prouvençalo) dont il sera le secrétaire, Paul Ruat le trésorier et Monné le président. Il est nommé Cigalo de Lar en 1912 à Narbonne lors de la Santo Estello.

## Œuvres
- Lei Mount-Joio, voucabulàri dei prouvérbi e loucucien prouverbialo de la lengo prouvençalo, Avignon, Frères Aubanel, 1908
- Lou Gai-sabé : antoulougìo prouvençalo, Avignon, Frères Aubanel, 1905-1907